# Myleus schomburgkii
Myleus schomburgkii és una espècie de peix de la família dels caràcids i de l'ordre dels caraciformes.

## Morfologia
- Els mascles poden assolir 42 cm de llargària total.[2]

## Reproducció
És ovípar.

## Hàbitat
Viu en zones de clima tropical entre 23 °C - 27 °C de temperatura.

## Distribució geogràfica
Es troba a Sud-amèrica, a les conques dels rius Amazones i Orinoco.

## Observacions
Pot causar greus mossegades als humans.